# Tussungen
Tussungen är en kulle i Antarktis. Den ligger i Östantarktis. Norge gör anspråk på området. Toppen på Tussungen är 1 759 meter över havet.
Terrängen runt Tussungen är lite kuperad. Trakten är obefolkad. Det finns inga samhällen i närheten.